# Cultura Xeique Muftá
Xeique Muftá (Sheikh Muftah) foi uma cultura neolítica do oásis Dakhleh. Com base em quatro datas radiocarbônicas foi possível estabelecer que a cultura desenvolveu-se entre 3800-2 900 a.C., embora autores como McDonald acreditam que possa ter existido durante um período maior de tempo. Os sítios desta cultura (possivelmente sazonais) estão associados a sedimentos lacustres do oásis e podem ser divididos em dois períodos sujeitos ao contínuo processo de aridez enfrentado pela região a partir de 5 000 a.C. Seis esqueletos identificados evidenciam desnutrição, trabalho excessivo e morte prematura, além disso, a ausência de cemitérios e de espólios tumulares é possível evidência de uma sociedade igualitária.
A indústria lítica se baseava em lascas produzidas com quartzo e suas principais formas eram furadores, raspadores, denticulados, pontas, lâminas de foice retangulares, facas bifaciais e pontas de flechas transversais; implementos de pedras de chão, fragmentos de cobre e casca de ovos de avestruz foram evidenciados. A cerâmica era temperada com xisto ou quartzo e raramente decorada, possuía superfície estriada e/ou ondulada e seu interior e jantes eram enegrecidos. A economia local se baseava na pecuária (ovinos, caprinos, bovinos) caça (antílopes, gazelas, lebres, javalis) e coleta vegetal (frutas e gramíneas).